# Серебристобрюхая крыса
Серебристобрюхая крыса (лат. Rattus argentiventer) — вид грызунов рода крыс (Rattus), распространённый на территории Юго-Восточной Азии.

## Внешний вид
Это крыса средних размеров желтовато-коричневого с чёрным цвета шерсти, которая не ощущается колючей при касании. Брюхо сероватое в центре и более светлое по бокам. Тыльная поверхность её лап примерно того же цвета, что и спина, и часто имеется тёмное пятно или линия. Хвост равномерно коричневый. Длина тела 30,4—40 см с длиной хвоста 14—20 см и длиной черепа 37—41 мм.